# Pałac Eckartsau

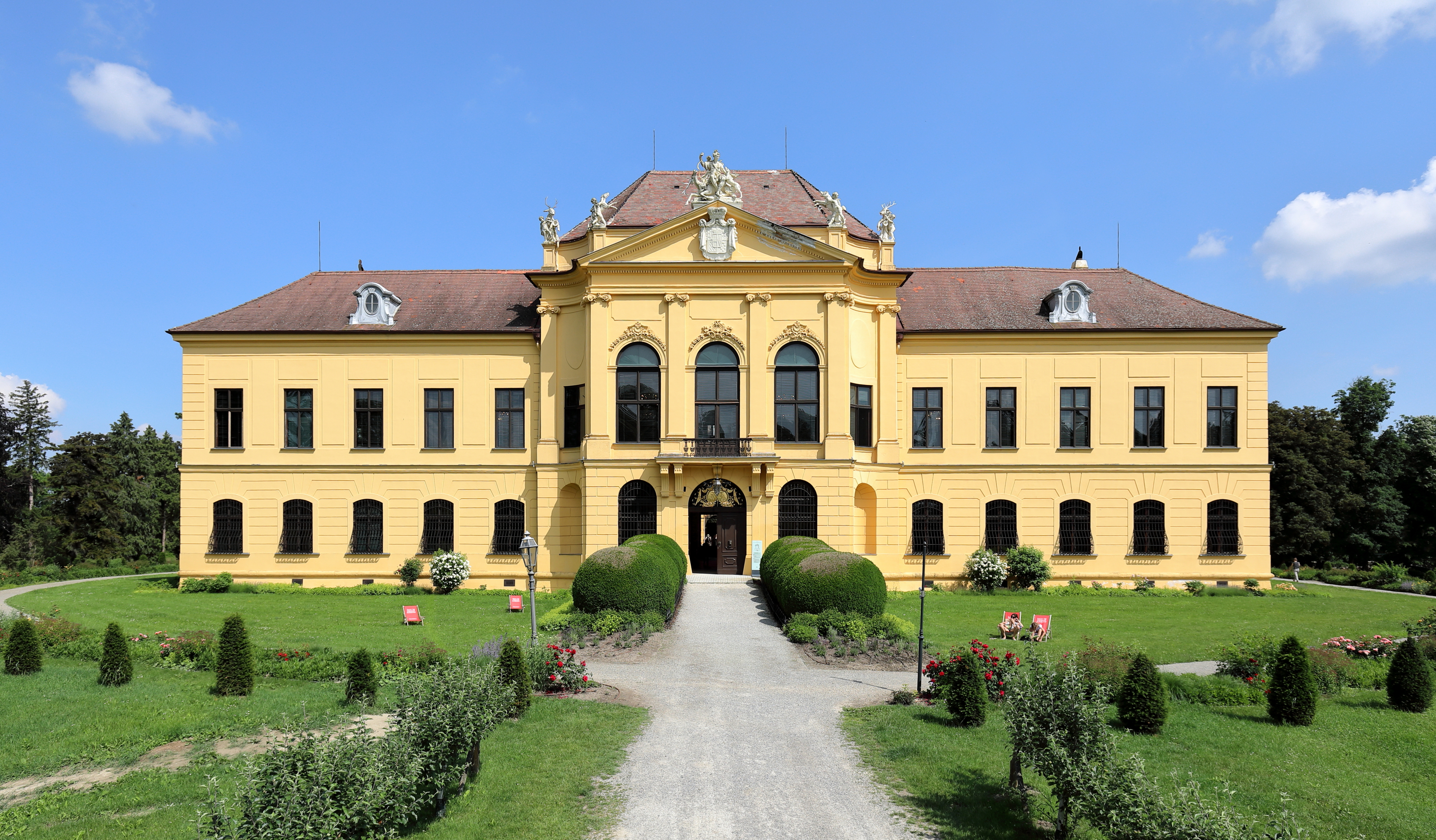
Pałac Eckartsau

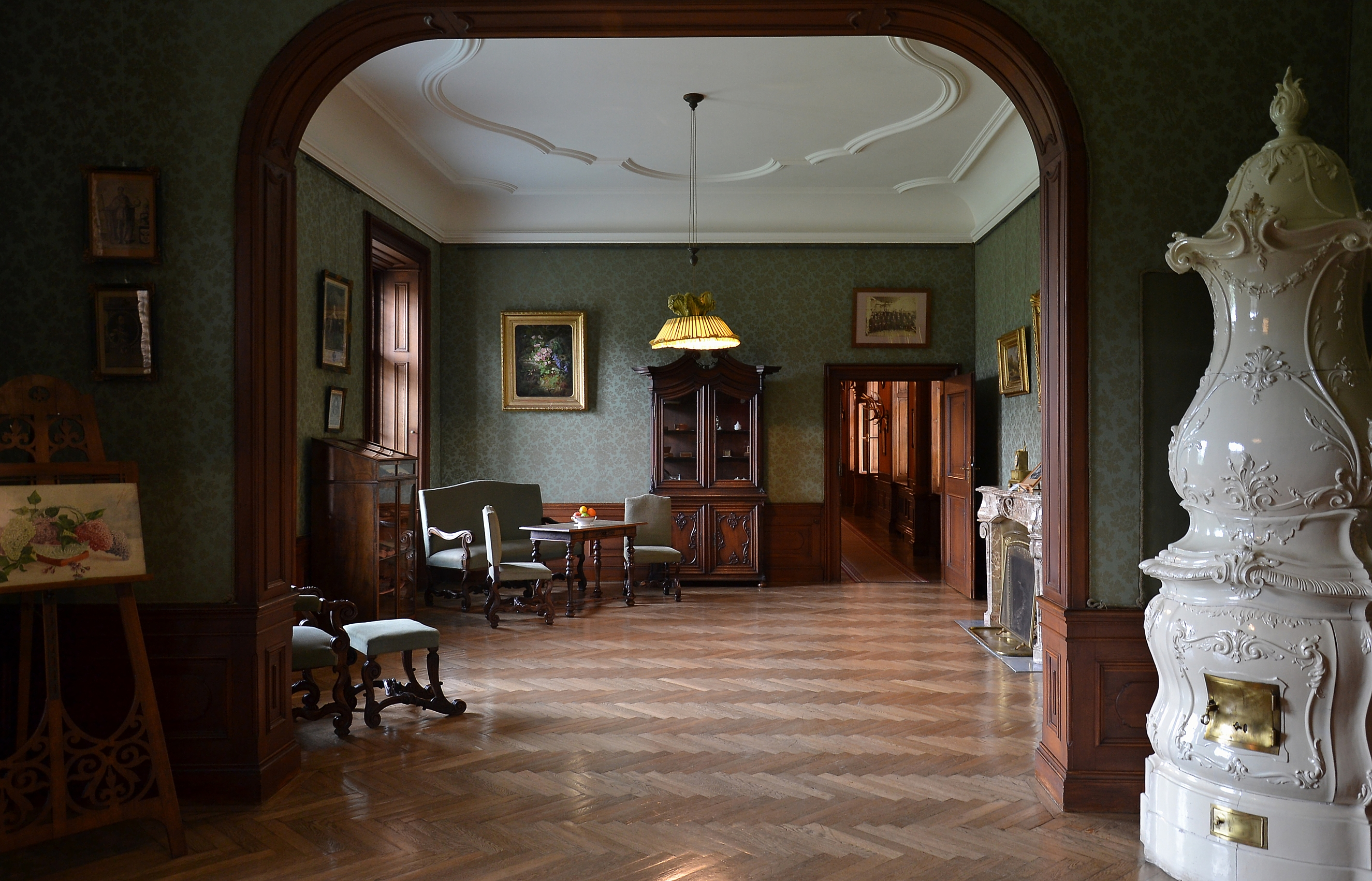
Pokój roboczy cesarza Karola

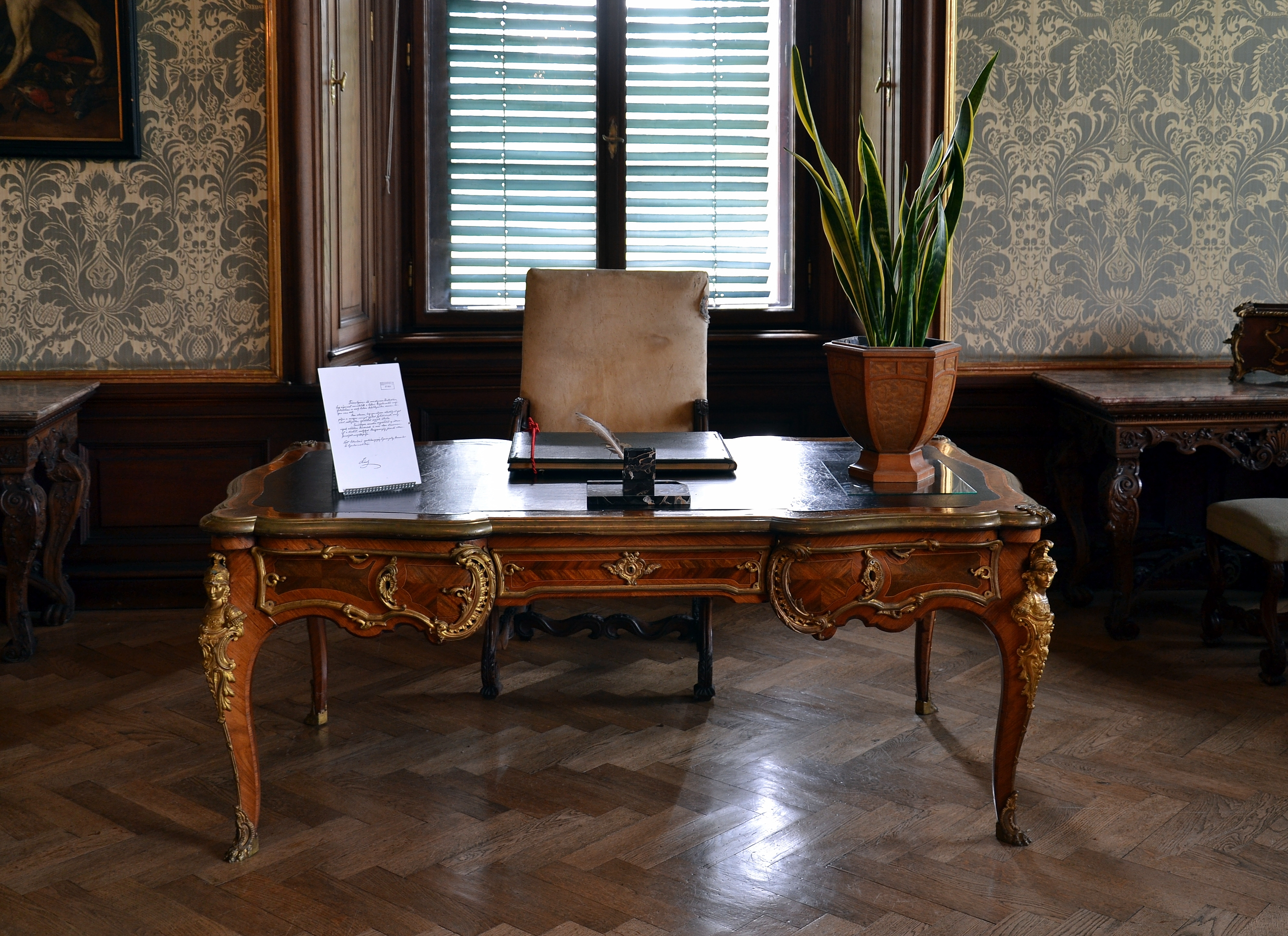
Biurko, przy którym Karol Habsburg zrzekł się udziału w rządach węgierskich

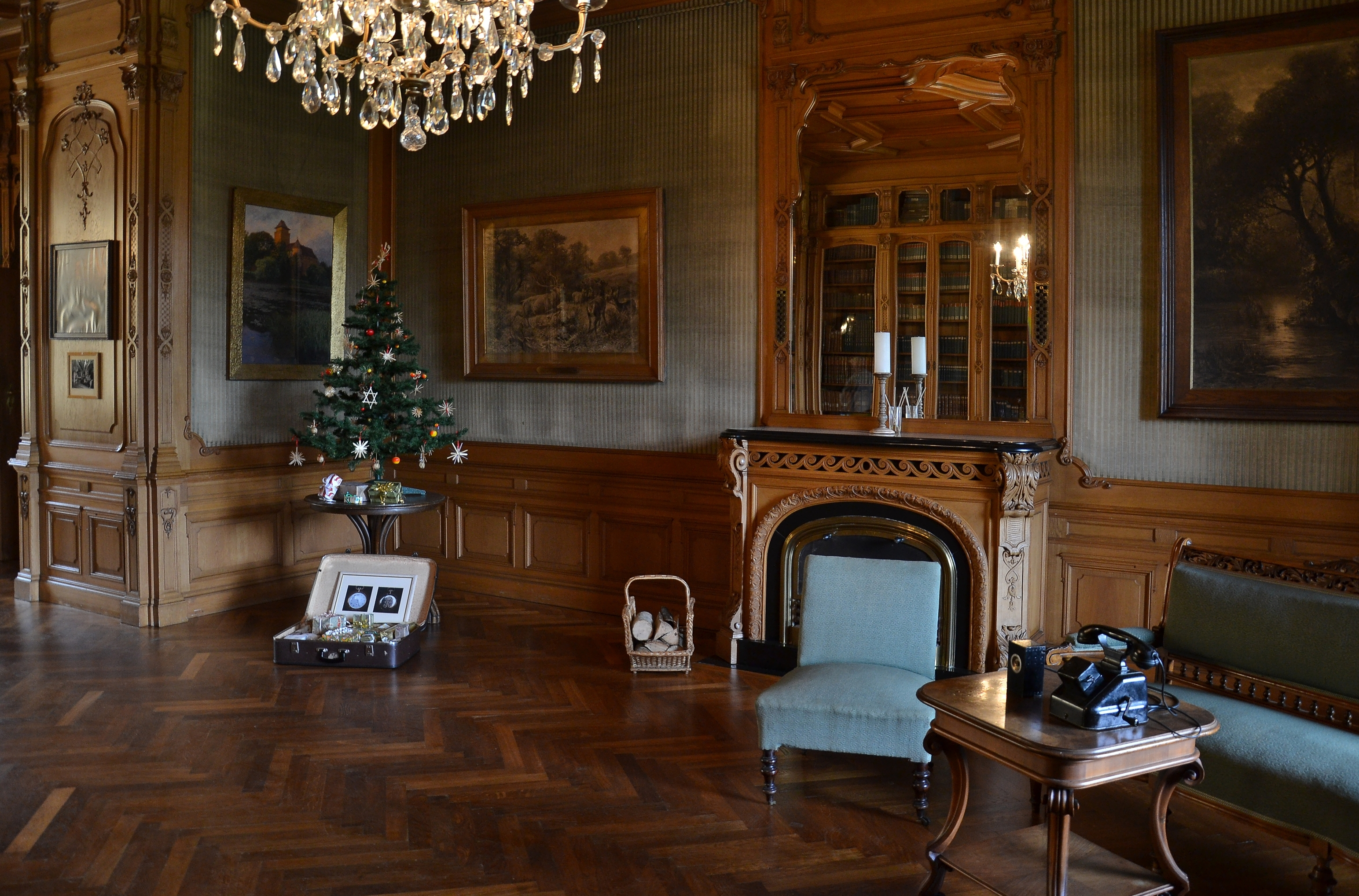
Pokój, w którym rodzina cesarska spędziła Boże Narodzenie 1918 roku

Pałac Eckartsau, Cesarski Pałac Myśliwski Eckartsau (niem. Schloss Eckartsau, Kaiserliches Jagdschloss Eckartsau) – dawna rezydencja cesarska, ostatnie miejsce zamieszkania rodziny cesarskiej z dynastii Habsbursko-Lotaryńskiej na terenie Austrii. Znajduje się w naddunajskiej miejscowości o tej samej nazwie, w kraju związkowym Dolna Austria, w parku narodowym Donau-Auen.
Wokół pałacu rozciąga się 27-hektarowy park.

## Historia
Początki pałacu to średniowieczna twierdza wodna (zamek wodny, niem. Wasserburg), należąca do rodu rycerskiego Eckartsau, który miał tutaj swoją siedzibę aż do wymarcia rodziny w XVI wieku. Następni właściciele zmieniali się dość często, aż w końcu w 1720 kupił go graf Franz Ferdinand Kinsky, który przebudował obiekt na barokowy pałacyk myśliwski – architektem był Joseph Emanuel Fischer von Erlach.
W 1760 pałac kupił cesarz Franciszek I Lotaryński, mąż Marii Teresy i od tego czasu rozpoczęły się jego związki z dynastią Habsburgów – w 1797 rezydencja stała się częścią prywatnego majątku rodziny panującej. Mimo to, po śmierci pary monarszej pałac popadł w ruinę. Uratował go dopiero arcyksiążę Franciszek Ferdynand, zapalony myśliwy, który szukał nowego miejsca do polowań. W latach 1896–1897 budynki pałacowe odbudowano i odnowiono, na nowo założono też przypałacowy park.
Na arenę dziejów pałac powrócił ponownie jesienią 1918 roku. W dniu zrzeczenia się udziału w rządach (11 listopada) cesarz Karol wraz z małżonką, cesarzową Zytą, opuścił w konwoju siedmiu samochodów dotychczasową rezydencję – pałac Schönbrunn – oraz niespokojną stolicę i w nocy pojawił się w Eckarstau, gdzie dołączyły do nich dzieci. Powodem było przejęcie przez nowe republikańskie władze Schönbrunnu i innych oficjalnych rezydencji, tymczasem pałac myśliwski należał do prywatnego majątku Habsburgów i, na razie, pozostawał ich własnością. Był także korzystnie położony pod względem politycznym – blisko Wiednia, a także granicy węgierskiej; jednocześnie odpowiednie wyposażenie miało gwarantować wygodny pobyt byłej cesarskiej pary.
Wbrew nadziejom Karola, że po jakimś czasie sytuacja unormuje się, już 13 listopada odwiedziła go węgierska delegacja i po raz drugi podpisał zrzeczenie się z udziału w rządach – tym razem Węgier.
Pozbawiona władzy cesarska para wraz z dziećmi spędziła w pałacu Boże Narodzenie oraz powitała Nowy Rok 1919 – początkowo nie była niepokojona, ale z biegiem czasu w okolicy zaczęli działać lewicowi agitatorzy. Jednocześnie niedostatek zaopatrzenia i bieda zrujnowanego wojną kraju dotknęły także cesarską rodzinę oraz świtę małego dworu, liczącą około 100 osób. Pałac, służący w przeszłości myśliwym, okazał się jednak nieprzystosowany do dłuższego pobytu, a ogrzewanie okazało się niewystarczające. Kiedy wśród służby wybuchła grypa, pojawił się problem z lekarstwami.
O bezpieczeństwo byłego monarchy dbał brytyjski oficer Edward Lisle Strutt (władze republikańskie odmówiły ochrony dawnej rodziny panującej), przysłany w lutym przez króla brytyjskiego, obawiającego się, aby Habsburgowie nie podzielili losu Romanowów. Przywiózł ze sobą zapasy żywności i medykamentów.
W styczniu w pałacu niespodziewanie pojawił się kanclerz Karl Renner, chcący nakłonić Karola do abdykacji, ale nie został przyjęty pod pretekstem względów protokolarnych (nie został oficjalnie zaproszony). Rząd Niemieckiej Austrii domagał się zrzeczenia się korony lub opuszczenia kraju przez Karola, w przeciwnym razie groził internowaniem. Cesarscy małżonkowie odmówili abdykacji, zgadzając się ostatecznie na wyjazd z Austrii, ale w honorowy sposób, na co władze przystały. W dniu 23 marca 1919 roku, po śniadaniu i mszy w kaplicy pałacowej, gdzie po raz ostatni odśpiewano Hymn ludowy, rodzina cesarska samochodem udała się do niedalekiej stacji kolejowej w Kopfstetten. Czekał tam na nich pociąg dworski dawnych cesarsko-królewskich Kolei Państwowych, do którego Karol wszedł w mundurze feldmarszałka nieistniejącej już austro-węgierskiej armii. Pociąg skierował się w kierunku granicy szwajcarskiej, którą Habsburgowie przekroczyli dzień później.
Ponieważ tuż przed granicą Karol odwołał swoje zrzeczenie się władzy i potwierdził, że nadal uważa się za prawidłowego monarchę, władze Republiki aktem z 3 kwietnia skonfiskowały wszystkie majątki prywatne rodziny Habsburgów, w tym również pałac w Eckarstau. Stał się on własnością państwa i zarządzany jest przez Austriackie Lasy Federalne (Österreichischen Bundesforsten).
Pałac, częściowo ograbiony pod koniec II wojny światowej przez żołnierzy Armii Czerwonej, został pieczołowicie odrestaurowany – obecnie działa tutaj muzeum, w którym można oglądać wnętrza z przełomu XIX i XX wieku oraz pamiątki po pobycie ostatniej pary cesarskiej.